# Natalija Stevanović
Natalija Stevanović (25 de junio de 1994) es una tenista profesional serbia.
Su mejor clasificación en la WTA fue la número 145 del mundo, que llegó el 17 de julio de 2023. En dobles alcanzó número 181 del mundo, que llegó el 6 de noviembre de 2023. Hasta la fecha, ha ganado catorce en individual y trece títulos de dobles en el ITF tour.
Al 13 de octubre de 2024 se encuentra en el puesto 280° del Ranking WTA.

## Títulos WTA (0; 0+0)

### Dobles (0)
| Leyenda                    |
| -------------------------- |
| Grand Slam (0)             |
| Juegos Olímpicos (0)       |
| WTA Tour Championships (0) |
| WTA 1000 (0)               |
| WTA 500 (0)                |
| WTA 250 (0)                |

#### Finalista (1)
| N.º | Fecha                 | Torneos     | Superficie | Pareja      | Oponentes en la final              | Resultado |
| --- | --------------------- | ----------- | ---------- | ----------- | ---------------------------------- | --------- |
| 1.  | 22 de octubre de 2023 | Cluj-Napoca | Dura       | Mai Hontama | Leolia Jeanjean Valeriya Strakhova | 6-1, 6-4  |